# Giuseppe Argenti
Giuseppe Argenti (Viggiù, 21 marzo 1811 – Nizza, 5 giugno 1876) è stato uno scultore italiano.

## Biografia
Non sono note notizie biografiche relative ai primi anni di attività, se non che fu allievo di Pompeo Marchesi all'Accademia di belle arti di Brera.
Tra il 1834 e il 1843 si ha notizia che lavorò in diverse occasioni al Duomo di Milano. Tuttavia la maggior parte delle sue opere furono realizzate nelle città dello stato sabaudo, dove collaborò anche con lo scultore Stefano Butti.
Tra il 1836 e il 1838, per la Barriera Albertina, realizzò statue allegoriche raffiguranti virtù o attività civiche.
A Palazzo Bertelli, inaugurato il 4 novembre del 1837, realizzò la statua superiore, che raffigura un'allegoria della città di Novara.
Tra il 1839 e il 1841 realizzò, a Palazzo Orelli, il vertice e gli acroteri laterali del timpano, con rappresentazioni dell'Acqua e della Terra, assieme alla statua di Melchiorre Gioja all'interno.
Per lo scurolo di Sant'Alessandro a Fontaneto d'Agogna (NO), nel 1845, Argenti eseguì le 12 statue in terracotta con i santi onomastici degli illustri committenti, proprietari in Fontaneto.
Nel 1851 realizzò, al palazzo dell'Archivio di Stato di Novara, sull'architrave dell'ingresso, la statua del Genio della Conservazione.

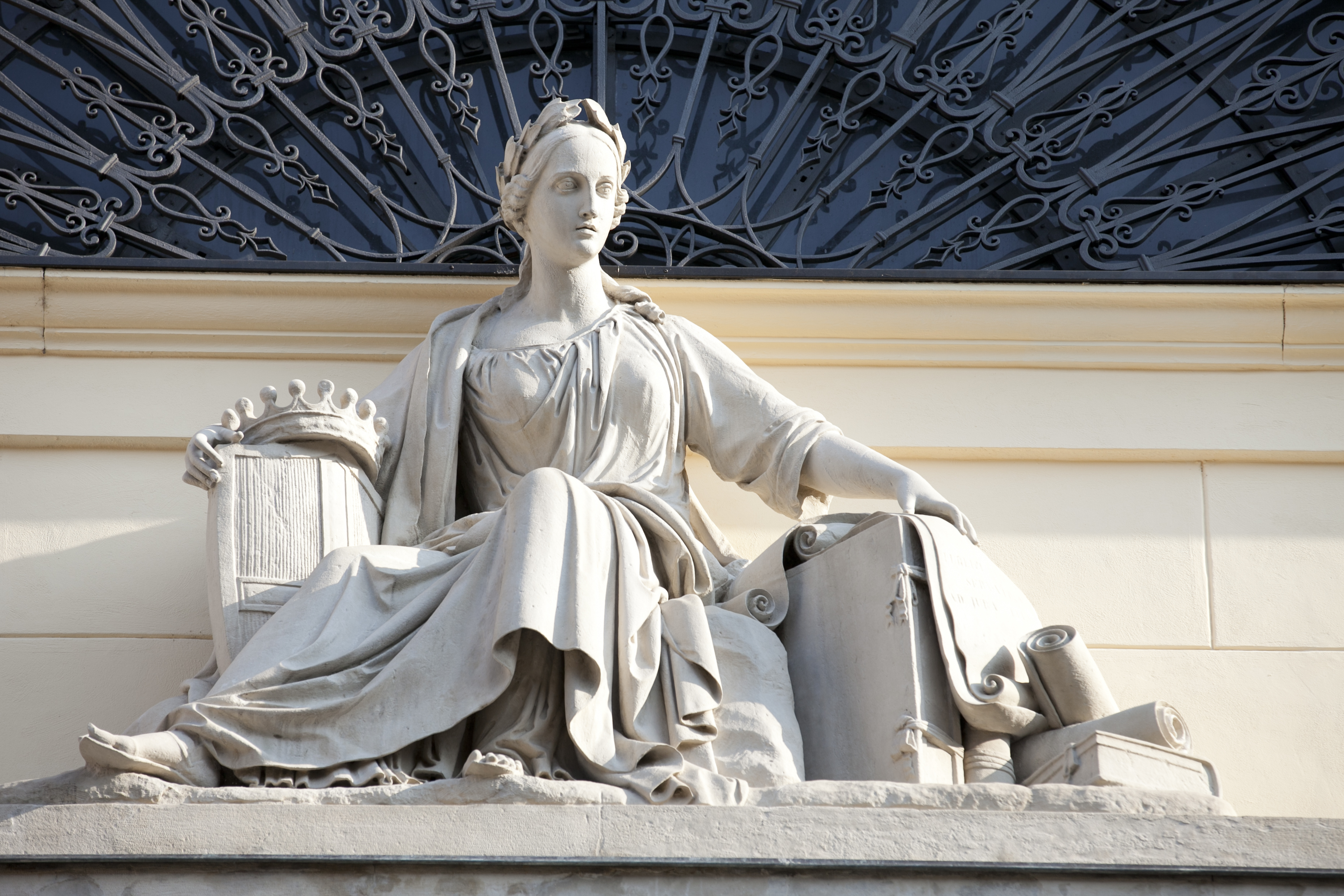
Genio della conservazione - Archivio di Stato di Novara

Dal 1852, nel cortile centrale dell'Ospedale maggiore della Carità, realizzò medaglie e busti marmorei di benefattori organizzati in base a un suo progetto decorativo.
Nel 1858, a Bellinzago Novarese, nella chiesa parrocchiale di San Clemente, Argenti realizzò le quattro statue degli Evangelisti, da lui eseguite su disegno dall'Antonelli. 
Oltre a queste realizzò due busti di marmo, raffiguranti l'uno il prevosto Serafino Bellini e l'altro Alessandro Antonelli.

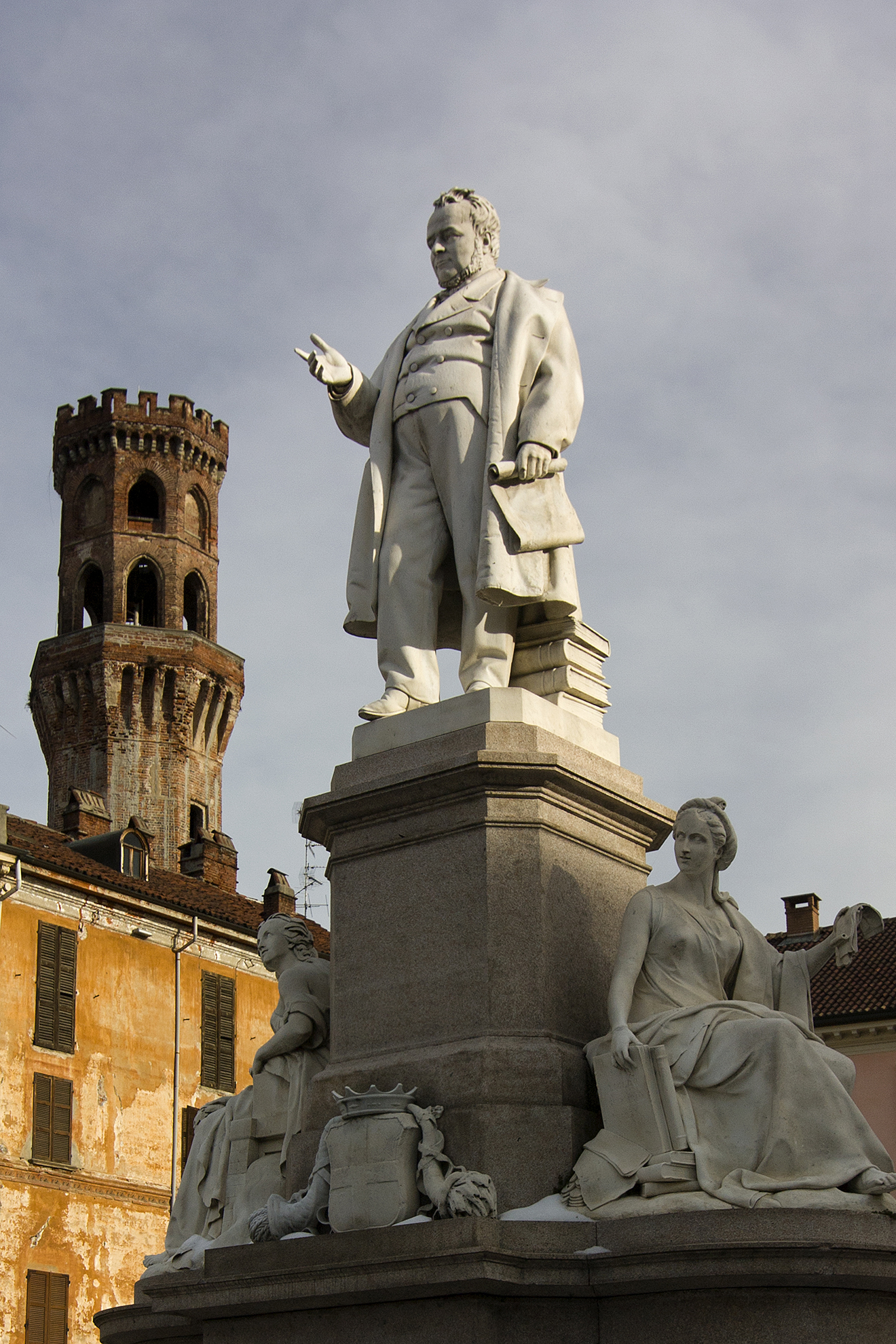
Monumento a Cavour a Vercelli, realizzato con Ercole Villa nel 1864

A Vercelli, nel 1864, in collaborazione con lo scultore Ercole Villa che ritrasse lo statista Cavour, Argenti realizzò le due statue allegoriche alla base del monumento dedicate all'Agricoltura che tiene in mano i frutti della terra e al Commercio che auspica il libero mercato, come titola il grande volume ai suoi piedi.
Tra il 1867 e il 1869 eseguì la serie di medaglioni a tema religioso per il Duomo di Novara.

## Opere
Molti sono i suoi lavori nella città di Novara ed in provincia.
A titolo di esempio, a Novara realizzò, al Palazzo Civico, il monumento a Carlo Alberto, distrutto nel periodo della seconda guerra mondiale. Rappresentava un'aquila con un'ala spezzata, posta tra due statue, raffiguranti la Vigilanza e la Temperanza.

## Altre opere
- A Lu (AL) nella Chiesa di Santa Maria Nuova, nel 1846, Argenti realizza l'altorilievo della Madonna Assunta che decora l'abside[14].
- Ad Oleggio (NO), realizza le decorazioni plastiche e le statue che decorano la facciata del Santuario della Beata Vergine Assunta in località Loreto[15].
- A Galliate (NO), negli anni '40 dell'Ottocento, realizza diverse statue delle cappelle del complesso del Varallino[16]. Nel 1863 scolpisce inoltre la statua di San Carlo Borromeo per la chiesa parrocchiale[17].
- A Meina (VCO) nella villa Faraggiana, realizza le decorazioni scultoree della facciata in pietra di Viggiù[18].
- A Vercelli, realizza le statue di quattro apostoli poste sulla facciata del duomo (il gruppo a destra)[19].
- Ad Aosta realizza le statue rappresentanti i due fiumi che attraversano la città: il Buthier e la Dora Baltea. Le due statue si trovano sulla facciata dell'Hotel de Ville (1838-1842) in piazza Chanoux[20].

## Riconoscimenti
Nel 1926 il comune di Novara gli ha intitolato una via nel quartiere Sacro Cuore, presso Largo Leonardi.